# Municipio de Hueyapan (Puebla)
El municipio de Hueyapan es uno de los 217 municipios pertenecientes al estado de Puebla, México. Cuenta con una superficie aproximada de 75 kilómetros cuadrados, poniéndolo en la ubicación 142 de los demás municipios del estado, y teniendo una población mayor a 13 000 habitantes.
Según el Codice Boturini y narrativas aún vigentes entre la población, Hueyapan fue fundada en el año de 1239 por una de las migraciones Aztecas o Nahuas.

## Toponimia
El nombre de Hueyapan proviene del náhuatl hueyi [wēyi (we:yi)] que significa “grande”, at [āt (a:t)] que significa “agua” y pan que significa “sobre o en". En conjunto significa “sobre el rio grande".

## Ubicación geográfica
Teniendo sus coordenadas geográficas en los paralelos 19º 52' 02" y 19º 59' 54"de latitud Norte y los meridianos 97° 19' 42"y 97° 26' 6" O. Sus fronteras colindan al norte con: Ayotoxco de Guerrero y Tlatlauquitepec; al sur: Yaonahuac y Teteles de Ávila Castillo; al oriente: Hueytamalco y Teziutlán y al poniente: Yaonahuac.

## Religión
Teniendo un gran porcentaje de personas católicas, sobrepasando tres cuartas partes, el resto caracterizado por evangelistas y protestantes.

## Cronología de los presidentes municipales
- 1928-1933 Andrés S. Luna
- 1933-1935 Antonio Agustín Juárez
- 1935-1938 Elíseo Ortiz
- 1939-1943 Pedro Fernández Díaz
- 1944 -1946 Andrés Martínez Torres
- 1946-1949 Pedro Miguel
- 1950-1952 Juan de los Santos
- 1952-1954 Manuel Lino
- 1954-1957 Isaac Fernández del Carmen
- 1957-1960 Manuel N. Martínez
- 1960-1963 Joaquín Lino
- 1963-1966 Esteban Rivera del Carmen
- 1966-1968 José Martín Selvas
- 1968-1970 Antonio Bernardo Hernández
- 1970-1972 Francisco Hernández Martínez
- 1972-1975 Sidonio Martínez Rosas
- 1975-1978 Fidel Fernández Tiburcio
- 1978-1981 Manuel Mariano Martínez
- 1981-1984 Francisco Aurelio Patoni S.
- 1984-1987 Juan Maximino Martínez Santos
- 1987-1990 Nicasio Trinidad Santos.
- 1990-1993 Mauro Hernández Luna.
- 1993-1996 Juan Maximino Martínez Santos.
- 1996-1999 Antonio Sosa del Carmen
- 1999-2001 Francisco Aurelio Patoni Severiano
- 2002-2005 Hipólito Filomeno Martínez Martínez
- 2005-2008 Tomás Flores Martínez
- 2008-2011 Levi Báez Mendieta
- 2011-2014 Mariano Romero Patoni
- 2014-2018 Isaac Reyes Toribio
- 2018-2021 Alfonso Lino Pozos
- 2021-2024 Pascasia Cecilia Jaime Lino